# Papilio astyalus

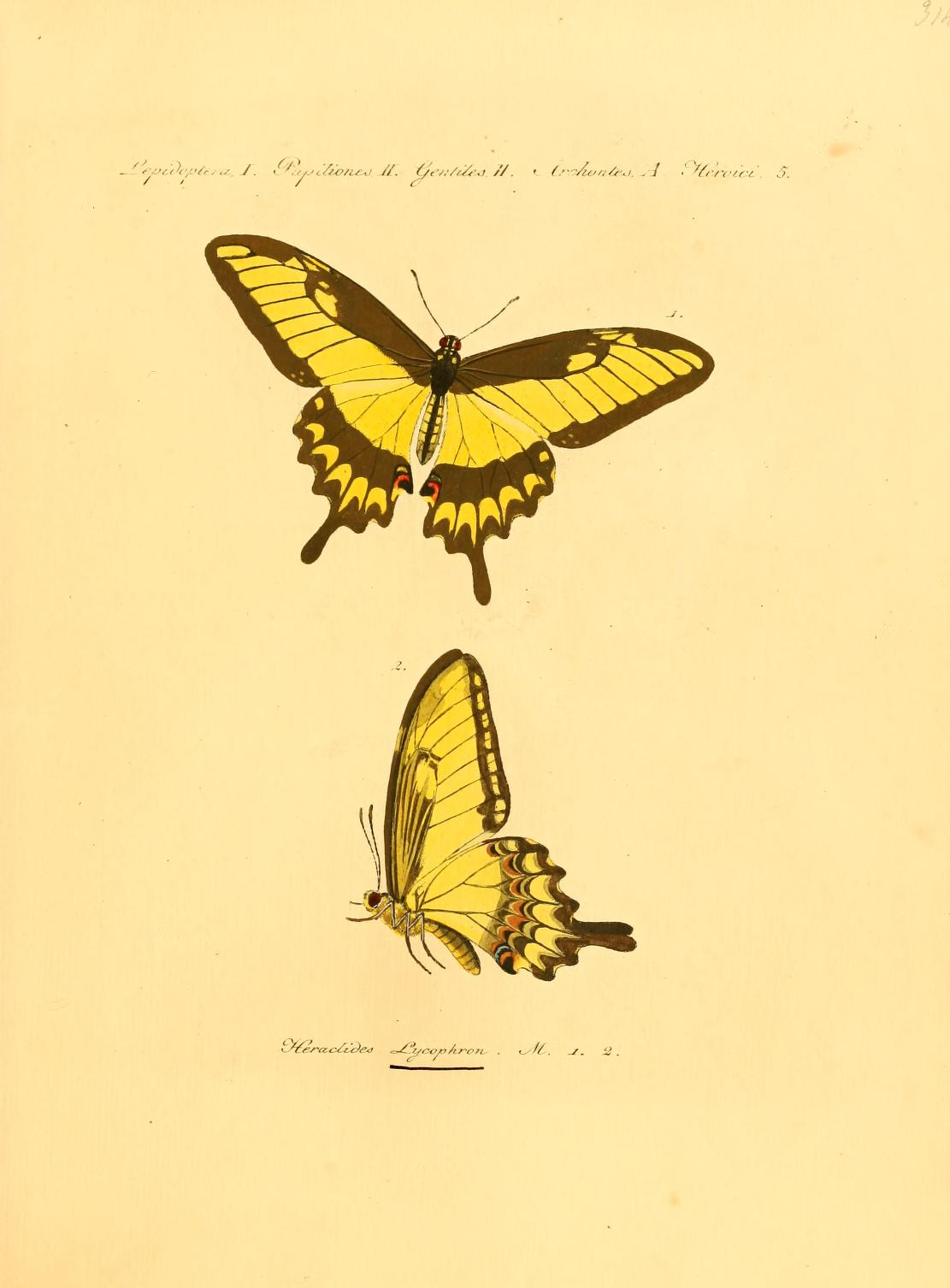
Ejemplar masculino. Ilustración de Jacob Hübner, [1821] Sammlung exotischer Schmetterlinge (lámina 100)

Papilio astyalus, es una mariposa de la familia Papilionidae. Su distribución va desde Argentina hasta el sur de México. Su presencia ha sido ocasionalmente reportada en el sur de Texas y se pueden encontrar en situaciones excepcionales en el sur de Arizona y el norte de Texas.

## Descripción
La envergadura de las alas es de 110-120 mm. En el ejemplar macho las alas son negras, en ventral las alas anteriores están cruzadas por una franja ancha de color amarillo cruzada por nervaduras negras. En el margen hay una pequeña mancha amarilla en la celda y una serie de manchas amarillas. 
En toda la extensión de las alas anteriores hay una franja amarilla, manchas marginales amarillas y un ocelo (mancha en forma de ojo) rojo-anaranjado con un semicírculo azul iridiscente. En el reverso, las alas tienen patrones similares, pero la celda de las alas anteriores posee rayas de color amarillo y la parte negra de las alas posteriores es más pequeña.
Las alas posteriores poseen "cola" y presentan una serie de lúnulas de color azul iridiscente coronadas por lúnulas de color rojo anaranjado.
La hembra es de coloración más oscura y carece de la franja amarilla presente en el macho. En el anverso las alas anteriores son de color marrón oscuro, más pálidas en la región submarginal y presentan una serie de manchas amarillas submarginales. Las alas posteriores son de color marrón oscuro con una serie de manchas submarginales rojas, azul iridiscente y amarillo, un ocelo naranja en el ángulo anal y "colas" más reducidas. En el reverso, las alas presentan un patrón similar, pero las manchas azules son más reducidas y están coronadas por lúnulas de color rojo anaranjado.
El macho tiene el cuerpo amarillo por debajo y los costados, pero negro por encima, la hembra tiene el cuerpo negro. Muy similar a Papilio thersites.

## Hábitat y ecología
Esta mariposa se encuentra frecuentemente tanto en bosques caducifolios como tropicales, usualmente en los bordes o las áreas abiertas de estos ambientes. Sin embargo, también puede ser encontrada en otros hábitats como campos abiertos y zonas urbanas como calles y jardines.
Las plantas hospederas para el desarrollo de las larvas de esta especie son del género Citrus. Sin embargo, existen registros de ejemplares adultos alimentándose de Euphorbia pulcherrima y Lantana camara.
Trichogamma pretiosum y Trichogamma bruni parasitan huevos de Papilio astyalus en especies de cítricos.